# Michel Gordillo
Miguel Ángel Gordillo, más conocido como Michel Gordillo (Duala, Camerún, 1955), es un excomandante de Iberia al mando de Airbus A319, A320 y A321. En total tiene más de 15 000 horas de vuelo. También es piloto de vuelo a vela y tiene el título C de plata de esta modalidad. 

## Biografía

### Formación y primeros años
Se formó en el Ejército del Aire como componente de la XXXII Promoción de la Academia General del Aire de San Javier. Pilotó durante 7 años aviones P-3 Orion en la patrulla marítima y más tarde Falcon 20 en el Escuadrón del Rey transportando a importantes autoridades españolas —la familia real, ministros, etc—. En 1982 obtuvo la graduación en el Curso de Navegador Avanzado en la Base Aérea de Mather en Sacramento, California.
En 1987 iba a ser ascendido a comandante, lo que suponía en la práctica dejar de volar y realizar tareas de despacho. Por ello, abandonó el ejército y empezó a trabajar para Iberia como copiloto de DC-9 y posteriormente de MD-87 y A340. En 1998 fue ascendido a comandante y empezó a pilotar Airbus A319, A320 y A321.
En 1998 fue el primer piloto que voló en un ultraligero —un Kitfox IV— desde Madrid hasta Oshkosh, Wisconsin, Estados Unidos. Este viaje hizo historia porque recorrió la ruta larga, por el este, atravesando Europa, Asia, Rusia y Canadá.

### Vuelta al mundo
En el verano de 2001 dio la vuelta al mundo en un avión monoplaza experimental MCR01 construido por él mismo en el garaje de su casa. El vuelo duró 44 días y fue el primer español en realizar tal hazaña. El viaje comenzó el 19 de junio, finalizó el 1 de agosto y constó de las siguientes escalas: Salamanca, Cuatro Vientos y San Javier (España), Túnez, Sicilia (Italia), Corfú (Grecia), Alejandría (Egipto), Dhahran (Arabia Saudí), Emiratos Árabes, Omán, Karachi (Pakistán), Nagpur y Bangladés (India), Mandalay (Birmania), Udon Thani (Tailandia), Camboya, Vietnam, Manila (Filipinas), Japón, Isla Shemya (Aleutianas), Cold Bay (Estados Unidos), Anchorage (Alaska), Seattle (Estados Unidos), Canadá, Oshkosh (Estados Unidos), Groenlandia, Islandia, Inglaterra, Francia y finalmente Salamanca.

### Incidente con Iberia
El 5 de enero de 2006, actuando como comandante del vuelo 161 de Iberia, se negó a despegar por razones de seguridad al no haber sido reparado un detector de fuego del avión. Como consecuencia de ello fue despedido. En el procedimiento judicial subsiguiente, cuya vista fue celebrada el 22 de junio —tras un aplazamiento inicial— el despido se declaró improcedente. A pesar de ello, a fecha de 15 de noviembre de 2006, Michel Gordillo seguía sin ser readmitido en Iberia.[actualizar]
Se jubiló a los 58 años de edad.

### Proyecto Sky Polaris
A principios de 2014, Michel Gordillo creó el proyecto Sky Polaris con el apoyo del Ejército del Aire, así como de otras fuerzas aéreas extranjeras, el Comité Polar Español y el Centro Andaluz de Medio Ambiente. Este tenía como objetivo realizar un vuelo en un "Van´s Aircraft"  RV-8 alrededor del mundo pasando por los polos Norte y Sur, mientras se estudian los efectos de las partículas de carbono negro (hollín)en la atmósfera. Ha sido  la primera vez que un avión de menos de 1500 kg sobrevuele los polos. La fecha de partida estaba programada para el 15 de noviembre de 2015, pero tuvo que retrasarse debido a problemas legales con la obtención de los permisos para sobrevolar la Antártida.
El viaje empezó en Madrid y realizó escalas en Jerez (España), Dakar (Senegal), Natal(Brasil) Manaos (Brasil), Medellín (Colombia), México, D. F. (México), Bahamas, Winsor (Canadá) y Resolute (Canadá), Longyearbyen y Ålesund (Noruega), Wurzburgo (Alemania) y nuevamente llegando a Madrid- Cuatro Vientos. , Malta, Egipto, Jartum (Sudán), Kenia, Gan Maldivas, Isla del Coco, Learmonth, Perth, Ayers Rock y Hobart (Australia), Mario Zucchelli y Marambio (Antártida), Ushuaia (Argentina), e Iguazú (Argentina), São Paulo, Brasilia, Natal y Praia (Cabo Verde) y vía Lanzarote a Madrid Cuatro Vientos

### Descendencia
Michel tuvo 5 hijos